# Gaétan Barrette
Pour les articles homonymes, voir Barrette.
Gaétan Barrette, né le 5 juillet 1956 à La Tuque, est un médecin radiologiste et homme politique québécois.
Il est député libéral à l'Assemblée nationale du Québec de La Pinière de 2014 à 2022. Il est ministre de la Santé et des Services sociaux de 2014 à 2018 dans le gouvernement du premier ministre Philippe Couillard.

## Biographie

### Carrière médicale
Formé à l'Université de Grenoble et à l'Université de Montréal, il est devenu radiologiste avant de compléter un fellowship en radiologie vasculaire et interventionnelle à l'Université de San Diego. Il est fait membre du Collège royal des médecins et chirurgiens du Canada en 1989, puis occupe successivement les postes de président de l'Association des radiologistes du Québec (1998-2006) et de président de la Fédération des médecins spécialistes du Québec (2006-2014).

### Carrière politique
Lors des élections générales québécoises de 2012, il est candidat pour la Coalition avenir Québec dans la circonscription de Terrebonne. Candidat vedette du parti, il est battu par le député péquiste sortant Mathieu Traversy, qui obtient 44,53 % contre 36,02 % pour Gaétan Barrette.
Lors des élections générales québécoises de 2014, il se présente cette fois pour le Parti libéral du Québec dans la circonscription de La Pinière,,. Le 7 avril 2014, il est élu député à l'Assemblée nationale du Québec, obtenant 58,29 % contre 23,47 % pour Fatima Houda-Pepin, députée sortante qui se présentait comme candidate indépendante.
Le 23 avril 2014, Barrette est nommé ministre de la Santé et des Services sociaux du gouvernement Philippe Couillard à l'Assemblée nationale du Québec.
Le 14 novembre 2021, il annonce qu'il ne sollicitera pas un nouveau mandat lors des élections de 2022.

### Carrière médiatique
En octobre 2022, Gaétan Barrette devient un « jouteur » à l'émission La Joute qui est diffusée sur les ondes de LCN.

## Résultats électoraux
|                                                                                               | Nom                       | Parti            | Nombre de voix | %      | Maj.  |
| --------------------------------------------------------------------------------------------- | ------------------------- | ---------------- | -------------- | ------ | ----- |
|                                                                                               | Gaétan Barrette (sortant) | Libéral          | 15 476         | 47,1 % | 5 996 |
|                                                                                               | Sylvia Baronian           | Coalition avenir | 9 480          | 28,8 % | -     |
|                                                                                               | Marie Pagès               | Québec solidaire | 3 300          | 10 %   | -     |
|                                                                                               | Suzanne Gagnon            | Parti québécois  | 2 921          | 8,9 %  | -     |
|                                                                                               | Aziza Dini                | Vert             | 585            | 1,8 %  | -     |
|                                                                                               | Anwar El Youbi            | Conservateur     | 435            | 1,3 %  | -     |
|                                                                                               | Djaouida Sellah           | NPD Québec       | 354            | 1,1 %  | -     |
|                                                                                               | Patrick Hayes             | Indépendant      | 168            | 0,5 %  | -     |
|                                                                                               | Fang Hu                   | Indépendant      | 161            | 0,5 %  | -     |
| Total                                                                                         | Total                     | Total            | 32 880         | 100 %  |       |
| Le taux de participation lors de l'élection était de 61,1 % et 435 bulletins ont été rejetés. |                           |                  |                |        |       |